# 博士茶

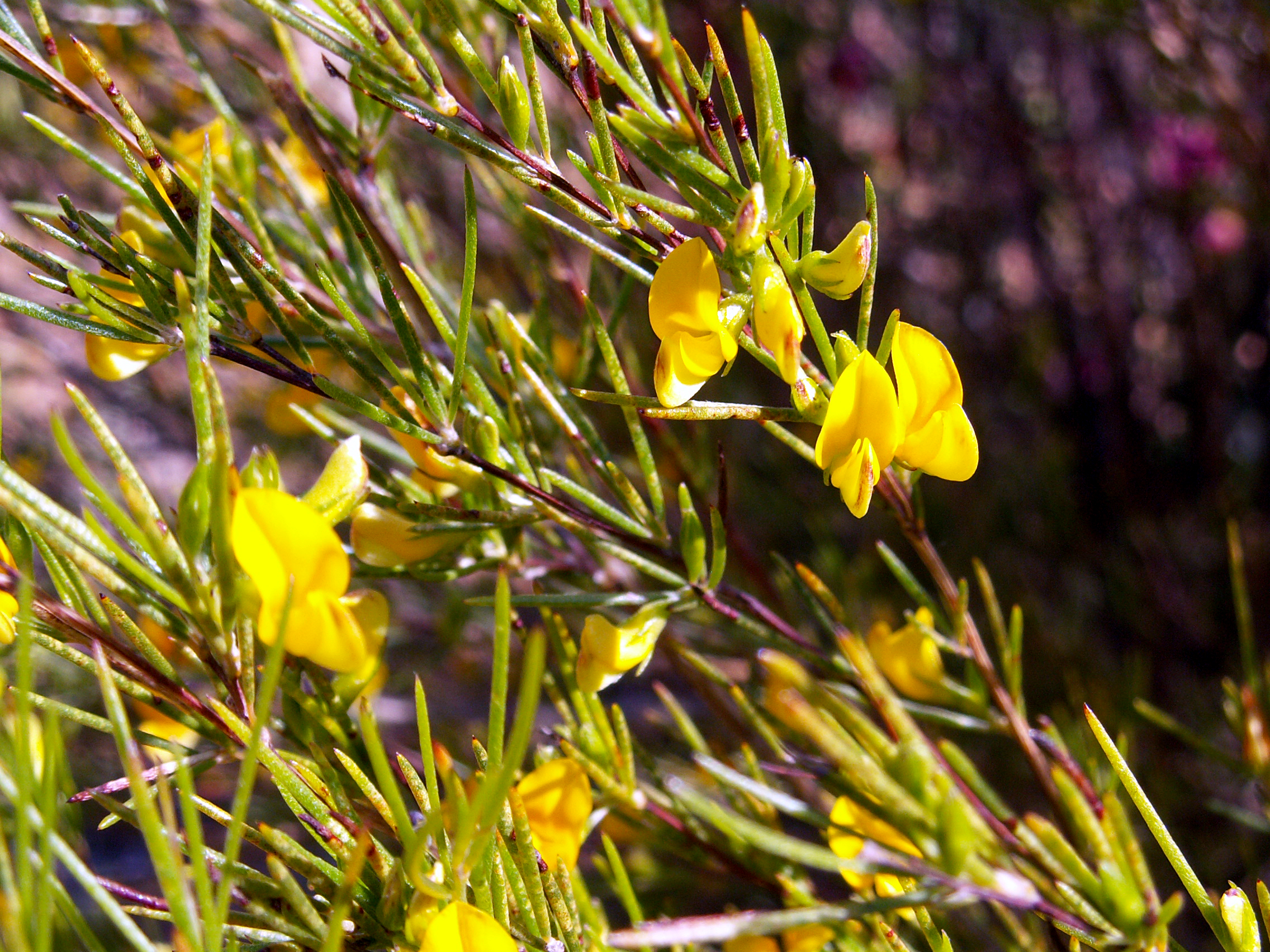
花

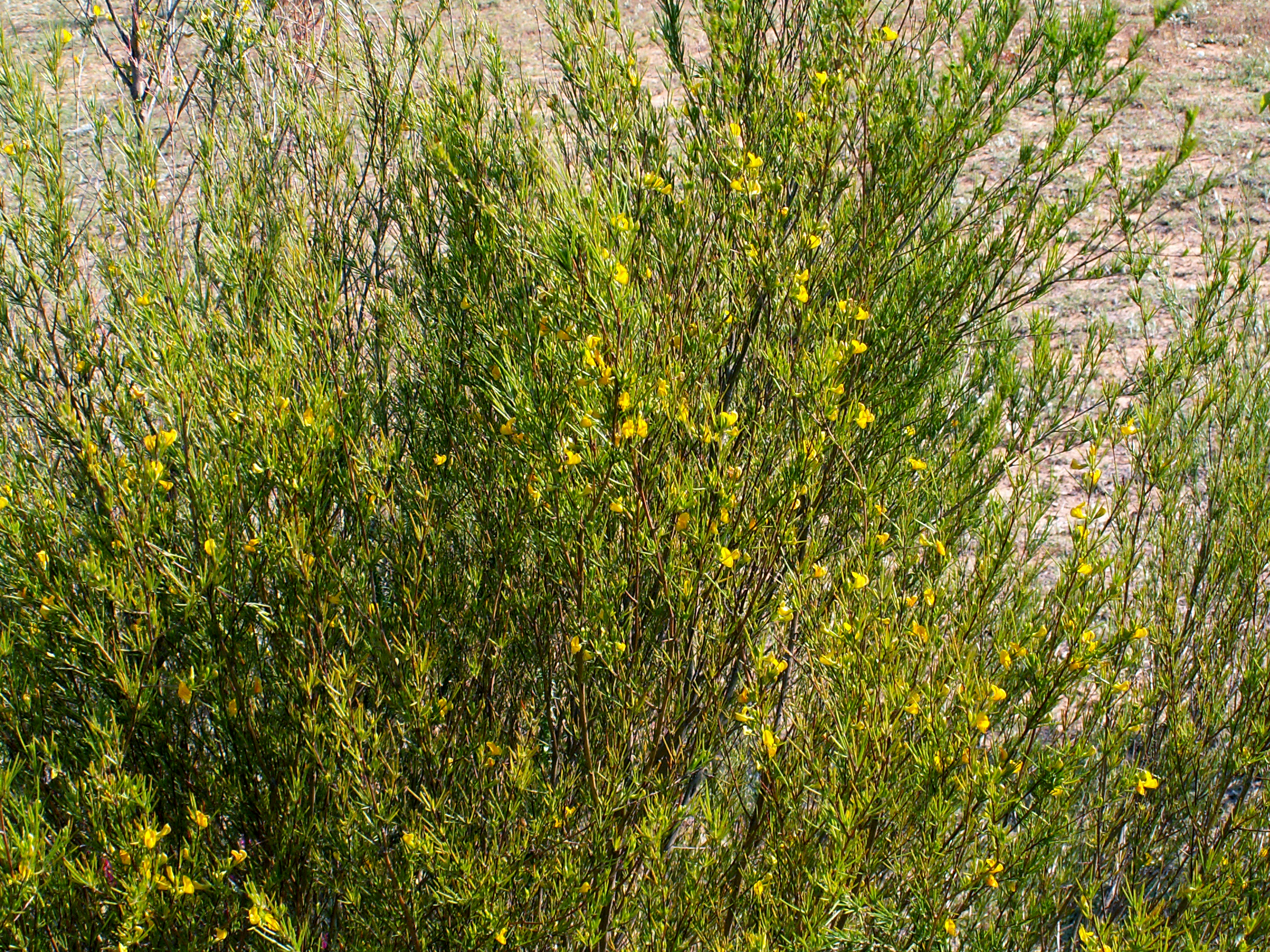
植株

博士茶（发音：[ˈroːi̯bɔs]，意为“红色灌木”；英语化發音：[ˈɹɔɪ.bɒs]），又名路易波士茶、南非國寶茶，是一種生長在南非開普頓北部弗因博斯的豆科灌木植物，有「南非的紅寶石」的美譽。它不含咖啡因，南非醫學研究委員會發表的研究認為它有抑制基因突變、預防癌症的功效，因此被當作一種健康補充劑來出售。
南非博士茶具有冷泡和熱泡兩種方式，茶湯的風味非常濃郁，即使泡得久也不會苦澀。此外，它非常適合加入牛奶和蜂蜜來調味，這不僅能攝取多種營養，還能讓茶湯的味道更加出眾。

## 外部連結
- South African Rooibos Council （页面存档备份，存于）
- The ZA Show - Episode 23 - 16 November 2005（页面存档备份，存于） - Discussion about Rooibos, 25 minutes into the show.
- Rooibos in the Cedarberg - A South African View of Rooibos.

[[Category:固氮作物|Bq:]]